# Biegi narciarskie na Zimowych Igrzyskach Olimpijskich 2002 – sztafeta 4 × 5 km kobiet
Bieg sztafetowy kobiet podczas Zimowych Igrzysk Olimpijskich 2002 w Salt Lake City został rozegrany 21 lutego. Wzięły w nim udział 52 zawodniczki z trzynastu krajów. Mistrzostwo olimpijskie w tej konkurencji wywalczyła drużyna niemiecka w składzie: Manuela Henkel, Viola Bauer, Claudia Künzel i Evi Sachenbacher. Broniąca tytułu drużyna rosyjska nie wystartowała po tym jak Łarisa Łazutina i Olga Daniłowa zostały zdyskwalifikowane za doping. Nie wystartowały także reprezentantki Ukrainy, choć ukraińska sztafeta została zgłoszona do startu.

## Wyniki
| Pozycja | Kraj                                                                                                | Czas    | Strata  |
| ------- | --------------------------------------------------------------------------------------------------- | ------- | ------- |
| 01 !    | Niemcy · Manuela Henkel · Viola Bauer · Claudia Künzel · Evi Sachenbacher                           | 49:30,6 | -       |
| 02 !    | Norwegia · Marit Bjørgen · Bente Skari · Hilde Pedersen · Anita Moen                                | 49:31,9 | +1,3    |
| 03 !    | Szwajcaria · Andrea Huber · Laurence Rochat · Brigitte Albrecht-Loretan · Natascia Leonardi Cortesi | 50:03,6 | +33,0   |
| 4       | Czechy · Helena Balatková · Kamila Rajdlová · Kateřina Neumannová · Kateřina Hanušová               | 50:35,2 | +1:04,6 |
| 5       | Białoruś · Jelena Kaługina · Swietłana Nagiejkina · Wiera Ziatikowa · Natalja Ziatikowa             | 50:37,9 | +1:07,3 |
| 6       | Włochy · Marianna Longa · Gabriella Paruzzi · Sabina Valbusa · Stefania Belmondo                    | 50:38,6 | +1:08,0 |
| 7       | Finlandia · Kati Sundqvist · Satu Salonen · Riitta-Liisa Lassila · Kaisa Varis                      | 50:45,5 | +1:14,9 |
| 8       | Kanada · Sara Renner · Milaine Thériault · Amanda Fortier · Beckie Scott                            | 50:49,6 | +1:19,0 |
| 9       | Słowenia · Petra Majdič · Teja Gregorin · Andreja Mali · Nataša Lačen                               | 51:19,6 | +1:49,0 |
| 10      | Japonia · Kanoko Gotō · Madoka Natsumi · Nobuko Fukuda · Sumiko Yokoyama                            | 51:35,7 | +2:05,1 |
| 11      | Kazachstan · Swietłana Dieszewych · Jelena Antonowa · Oksana Jacka · Swietłana Szyszkina            | 51:52,2 | +2:21,6 |
| 12      | Szwecja · Lina Andersson · Elin Ek · Jenny Olsson · Anna Dahlberg                                   | 52:40,4 | +3:09,8 |
| 13      | Stany Zjednoczone · Wendy Kay Wagner · Nina Kemppel · Barbara Jones · Aelin Peterson                | 53:23,4 | +3:52,8 |
| DNS     | Rosja · Olga Daniłowa · Łarisa Łazutina · Nina Gawriluk · Julija Czepałowa                          | -       | -       |
| DNS     | Ukraina · Ołena Rodina · Wałentyna Szewczenko · Ołena Zubryłowa · Iryna Terela                      | -       | -       |